# 1562 Gondolatsch
1562 Gondolatsch eller 1943 EE är en asteroid i huvudbältet, som upptäcktes 9 mars 1943 av den tyske astronomen Karl Wilhelm Reinmuth i Heidelberg. Den har fått sitt namn efter den tyske astronomen Friedrich Gondolatsch.
Asteroiden har en diameter på ungefär 9 kilometer och den tillhör asteroidgruppen Flora.